# Paramali
Paramali es un pueblo perteneciente al distrito de Limasol, Chipre. El asentamiento original de la aldea (hacia el norte del distrito) era mayoritariamente turcochipriota, y la minoría grecochipriota se marchó durante los disturbios de principios de la década de 1960. Posteriormente llegaron turcochipriotas de otras aldeas en 1974, después de lo cual toda la población partió hacia los campamentos temporales en el "Happy Valley" dentro del territorio británico, desde donde fueron evacuados de la RAF Akrotiri, y terminaron en su mayoría en el pueblo grecochipriota abandonado de Kalopsida, en la zona controlada por Turquía. El pueblo original no fue colonizado por grecochipriotas del norte, sino abandonado (los tejados derrumbados se pueden ver en mapas satelitales en la web). Ahora es utilizado principalmente por el ejército británico para ejercicios, particularmente para prepararlos para Afganistán, y es famoso por un ejercicio muy fotografiado en 2006 en el que participó el príncipe William.

## Superficie
Cuenta con una superficie de 19,06 kilómetros cuadrados.

## Demografía
Hasta 2021 la población era de 230 habitantes, con una densidad de población de 12,07 habitantes por kilómetro cuadrado.
| Gráfica de evolución demográfica de Paramali entre 1976 y 2021                       |
|                                                                                      |
| Datos según Population statistics of Eastern Europe & former USSR y City Population. |